# Rhamnus liboensis
Rhamnus liboensis är en brakvedsväxtart som beskrevs av Yun Fei Deng. Rhamnus liboensis ingår i släktet getaplar, och familjen brakvedsväxter. Inga underarter finns listade i Catalogue of Life.